# Музей Рингве
Музей Рингве (норв. Ringve Museum) — норвежский национальный музей музыки и музыкальных инструментов со всего мира. Музей находится в городе Тронхейм в центральной части Норвегии. В настоящее время в музее находятся более 2 тыс. музыкальных инструментов.

## История
Музей был основан 11 октября 1952 года Викторией Бакке (1897—1963, в девичестве Ростэн). Виктория родилась в России. Отец — Михаил Ростэн, мать — София Ростэн. В семье было 9 детей: Валентина, Юлия, Елизавета, Игнатий, Теодор, Серафима, Николай и Виктория. Старшие дочери умерли в раннем возрасте.
В 1917 году Виктория вместе с сестрой Валентиной оказались в Норвегии. Виктория вышла замуж за потомка старинного рода Кристиана Бакке. Кристиан хотел в своем поместье основать музей музыкальных инструментов, но не успел, так как умер в 1946 году. Виктория взяла на себя эту задачу и начала собирать экспонаты. Задача была не из легких, требовались значительные финансовые вложения. Виктории удавалось покупать инструменты по ценам ниже запрашиваемых. Благодаря её трудам в 1952 году Музей Рингве открыл свои двери.